# 8e armée (Allemagne)
Pour les articles homonymes, voir 8e armée.
La 8e armée (8. Armee, en allemand) était une armée (regroupement d'unités militaires) de la Deutsches Heer (l'armée de terre allemande) lors de la Première Guerre mondiale, puis de la Heer de la Wehrmacht durant la Seconde.

## Seconde Guerre mondiale

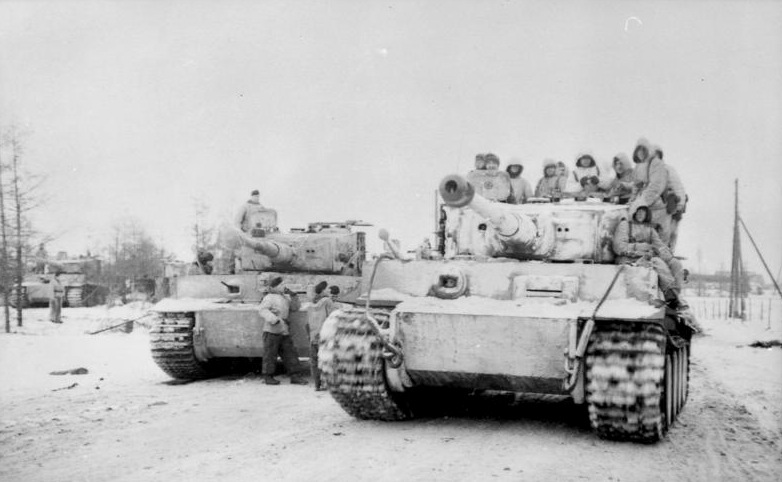
Deux chars allemands "Tigre H1" de la 8e armée (2e guerre mondiale).

La 8. Armee est mobilisée le 1er août 1939 et confiée au général Johannes Blaskowitz. Déployée en Pologne, elle participe à de lourds combats au cours de la Bataille de la Bzura.
La 8. Armee a ensuite été réorganisée en la 2. Armee pour l'invasion de la France.
La 8. Armee est reformée le 22 août 1943 à partir de l'Armee-Abteilung Kempf, affecté sur le front de l'Est.
Le commandement est aussi connu en tant que Armeegruppe Wöhler commandant divers Armées roumaines et hongroises entre mars et décembre 1944.
La 8. Armee a été impliquée dans la défense de la Hongrie et l'Autriche.

### Organisation

#### Commandants successifs
| Date                                | Grade                     | Commandant          |
| ----------------------------------- | ------------------------- | ------------------- |
| 26 août 1939 - 20 octobre 1939      | Generaloberst             | Johannes Blaskowitz |
| 22 août 1943 - 22 décembre 1944     | General der Infanterie    | Otto Wöhler         |
| 22 décembre 1944 - 28 décembre 1944 | General der Panzertruppen | Ulrich Kleemann     |
| 28 décembre 1944 - 8 mai 1945       | General der Gebirgstruppe | Hans Kreysing       |

#### Chefs d'état-major
| Date                           | Grade           | Commandant            |
| ------------------------------ | --------------- | --------------------- |
| 26 août 1939 - 20 octobre 1939 | Generalleutnant | Hans-Gustav Felber    |
| 22 août 1943 - 15 mai 1944     | Generalleutnant | Dr phil. Hans Speidel |
| 15 mai 1944 - 30 décembre 1944 | Generalmajor    | Hellmuth Reinhardt    |
| 30 décembre 1944 - 8 mai 1945  | Generalmajor    | Karl Klotz            |

### Ordre de bataille
21 août 1943
- A la disposition de la 8. Armee
  - XXXXVII. Panzerkorps
  - 34. Infanterie-Division
- XXXXII. Armeekorps
  - 355. Infanterie-Division
  - 161. Infanterie-Division
  - Kampfgruppe 39. Infanterie-Division
  - Kampfgruppe 6e Panzerdivision
  - Kampfgruppe 282. Infanterie-Division
- XI. Armeekorps
  - 320. Infanterie-Division
  - 106. Infanterie-Division
  - Kampfgruppe 198. Infanterie-Division
  - Kampfgruppe 168. Infanterie-Division
  - 3e Panzerdivision + 6e Panzerdivision
  - 167. Infanterie-Division
- III. Panzerkorps
  - SS-Panzergrenadier-Division “Wiking”
  - SS-Panzergrenadier-Division “Das Reich” + 1/3 de la 223. Infanterie-Division
  - SS-Panzergrenadier-Division “Totenkopf”
  - 2/3 de la 223. Infanterie-Division

20 novembre 1943
- XI. Armeekorps
  - 376. Infanterie-Division
  - 2/3 de la 167. Infanterie-Division
  - 106. Infanterie-Division + 39. Infanterie-Division
  - 282. Infanterie-Division
- XXXXVII. Panzerkorps
  - 389. Infanterie-Division
  - 320. Infanterie-Division
- III. Panzerkorps
  - 72. Infanterie-Division + 1/3 de la 167. Infanterie-Division
  - SS-Panzergrenadier-Division “Wiking”
  - 57. Infanterie-Division
  - 11e Panzerdivision
  - 6e Panzerdivision + SS-Kavallerie-Division
  - SS-Freiwilligen-Sturmbrigade “Wallonien”

26 décembre 1943
- III. Panzerkorps
  - Kampfgruppe 376. Infanterie-Division
  - 14e Panzerdivision
  - 10. Panzer-Grenadier-Division + 14. Panzer-Division
  - 3e Panzerdivision
  - 6e Panzerdivision
  - 11e Panzerdivision
- XXXXVII. Panzerkorps
  - 320. Infanterie-Division
  - 106. Infanterie-Division + 2/3 de la 167. Infanterie-Division
  - 282. Infanterie-Division
  - 389. Infanterie-Division
  - Kampfgruppe SS-Kavallerie-Division
- XI. Armeekorps
  - 72. Infanterie-Division + 1/3 de la 167. Infanterie-Division
  - 57. Infanterie-Division
  - SS-Panzergrenadier-Division “Wiking” + SS-Freiwilligen-Sturmbrigade “Wallonien”

15 avril 1944
- XXXX. Panzerkorps
  - Kampfgruppe 282. Infanterie-Division + Kampfgruppe 198. Infanterie-Division
  - 10. Panzer-Grenadier-Division
  - Kampfgruppe 3. Panzer-Division
  - 11. Panzer-Division
- XXXXVII. Armeekorps
  - 14e division roumaine
  - Kampfgruppe 106. Infanterie-Division
  - 370. Infanterie-Division
- IV. Armeekorps
  - 79. Infanterie-Division
  - Kampfgruppe 376. Infanterie-Division
  - 23. Panzer-Division
  - 5e division de cavalerie roumaine + 7e division d'infanterie roumaine
  - 23. Panzer-Division
- LVI. Panzerkorps
  - 24. Panzer-Division
  - Panzer-Grenadier-Division “Großdeutschland”
- 4e Corps d'Armée roumain
  - 18e division d'infanterie roumaine
  - 3e division d'infanterie roumaine
  - 7e division d'infanterie roumaine
- 5e Corps d'Armée roumain
  - 4e division d'infanterie roumaine
  - 1er division de garde roumaine

15 mai 1944
- A la disposition de la 8. Armée
  - 13e division d’infanterie roumaine
  - Kampfgruppe 198. Infanterie-Division
- VII. Armeekorps
  - 14e division d'infanterie roumaine
  - 106. Infanterie-Division
  - 370. Infanterie-Division
- Gruppe General Mieth (IV. Armeekorps)
  - 376. Infanterie-Division + 79. Infanterie-Division
  - 11e division d'infanterie roumaine
  - 79. Infanterie-Division
- 4e Corps d'Armée roumaine
  - 3e division d'infanterie roumaine
  - 18e division d'infanterie roumaine + Brigade Sarca (3 divisions[réf. nécessaire] d'infanterie roumaine)
- 6e Corps d'Armée roumaine
  - Brigade motorisé roumaine "Cojucaru"
  - 102e Brigade de montagne roumaine
  - 7e division d'infanterie roumaine
  - 101e Brigade de montagne roumaine

15 juin 1944
- 4e Corps d'Armée roumaine
  - Brigade motorisé roumaine "Cojucaru"
  - 102e Brigade de montagne roumaine
  - 5e division de cavalerie roumaine
- Gruppe General Mieth (IV. Armeekorps)
  - 376. Infanterie-Division
  - 11e division d'infanterie roumaine
  - 23. Panzer-Division
  - 79. Infanterie-Division
  - 3e division d'infanterie roumaine

15 juillet 1944
- Gruppe General Mieth (IV. Armeekorps)
  - 376. Infanterie-Division
  - 11e division d'infanterie roumaine
  - 79. Infanterie-Division
- 4e Corps d'Armée roumaine
  - 3e division d'infanterie roumaine
  - 7e division d'infanterie roumaine
  - 102e Brigade de montagne roumaine
  - 5e division de cavalerie roumaine

31 août 1944
- LVII. Panzerkorps
  - 76. Infanterie-Division
  - Kampfgruppe 20. Panzer-Division
  - 46. Infanterie-Division
  - 4. Gebirgs-Division
- XVII. Armeekorps
  - 3. Gebirgs-Division
  - 8. Jäger-Division

13 octobre 1944
- XXIX. Armeekorps
  - 9e division de campagne de réserve hongroise
  - 8. SS-Kavallerie-Division “Florian Geyer”
  - 4. Gebirgs-Division
- 9e Corps hongrois
  - 2e division de campagne de réserve hongroise
  - 3. Gebirgs-Division
- XVII. Armeekorps
  - 27e division d'infanterie hongroise
  - 8. Jäger-Division
  - 9e Brigade de garde frontière hongroise

26 novembre 1944
- XVII. Armeekorps
  - 24. Panzer-Division
  - 8. Jäger-Division
  - 15. Infanterie-Division (moins 1 régiment) + 27e division d'infanterie hongroise
  - 3. Gebirgs-Division

31 décembre 1944
- À la disposition de la 8. Armee
  - 9e Brigade de garde frontière hongroise
  - 27e division d'infanterie hongroise
  - 9e Corps hongrois
- IV. Panzerkorps
  - 24. Panzer-Division
  - 4. SS-Polizei-Panzergrenadier-Division + 18. SS-Freiwilligen-Panzergrenadier-Division “Horst Wessel”
  - 46. Infanterie-Division
  - SS-Brigade “Dirlewanger”
- XXIX. Armeekorps
  - 8. Jäger-Division
  - 76. Infanterie-Division
  - 15. Infanterie-Division (moins 1 régiment)

1er mars 1945
- Panzerkorps “Feldherrnhalle”
  - Kampfgruppe 211. Volks-Grenadier-Division + Kampfgruppe 13. Panzer-Division
  - 46. Volks-Grenadier-Division
  - 357. Infanterie-Division
  - 271. Volks-Grenadier-Division
  - Panzer-Division “Feldherrnhalle”
- LXXII. Armeekorps
  - Gruppe Kaiser
  - 8. Jäger-Division
- XXIX. Armeekorps
  - Kampfgruppe 76. Infanterie-Division
  - 15. Infanterie-Division
  - Gruppe General Aßmann (101. Jäger-Division) + 24e division d'infanterie hongroise + 5e division de réserve hongroise

12 avril 1945
- A la disposition de la 8. Armee
  - SS-Kampfgruppe “Trabandt”
- XXXXIII. Armeekorps
  - 37. SS-Freiwilligen-Kavallerie-Division “Lützow”
  - 96. Infanterie-Division
  - Kampfgruppe 101. Jäger-Division
  - 25. Panzer-Division
- Panzerkorps “Feldherrnhalle”
  - 357. Infanterie-Division
  - Panzer-Division “Feldherrnhalle 1”
  - Panzer-Division “Feldherrnhalle 2”
  - Kampfgruppe 211. Volks-Grenadier-Division
  - Panzer-Grenadier-Brigade 92
- LXXII. Armeekorps
  - Kampfgruppe 271. Volks-Grenadier-Division
  - 46. Volks-Grenadier-Division
  - Kampfgruppe 711. Infanterie-Division
  - 182. Infanterie-Division

30 avril 1945
- XXXXIII. Armeekorps
  - 96. Infanterie-Division
  - 48. Volks-Grenadier-Division
  - Kampfgruppe 101. Jäger-Division
- Panzerkorps “Feldherrnhalle”
  - Panzer-Division “Feldherrnhalle 2”
  - Kampfgruppe 211. Volks-Grenadier-Division
  - 357. Infanterie-Division
  - 25. Panzer-Division
  - Kampfgruppe Reichsgrenadier-Division Hoch- und Deutschmeister